# 마그나 카르타

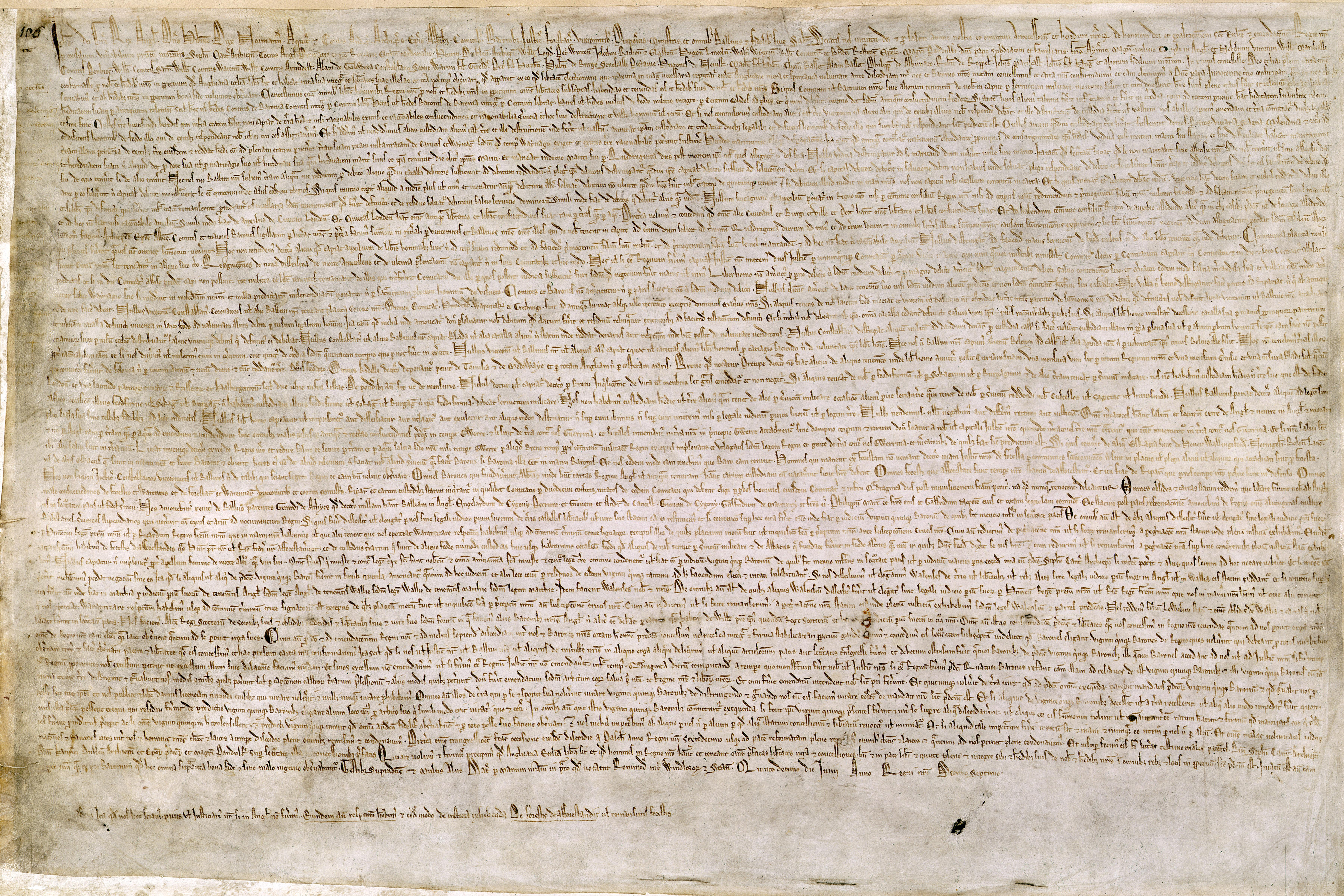
독피지에 기록된 마그나 카르타

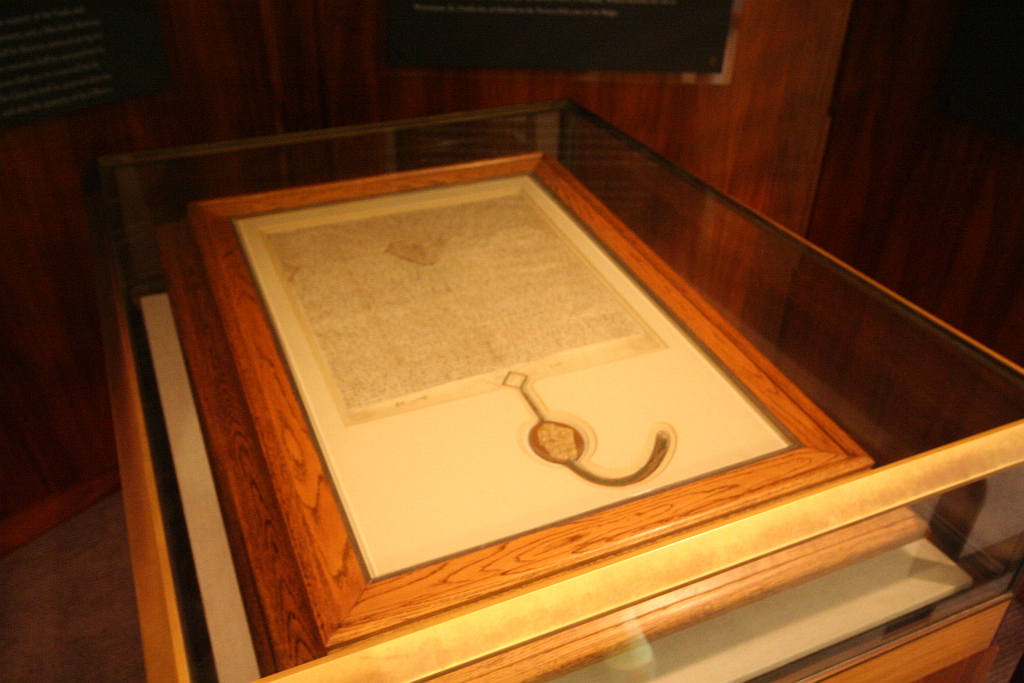
오스트레일리아 의회의사당에 마그나 카르타 1297년판이 전시되어 있다

마그나 카르타 혹은 대헌장(라틴어: Magna Carta, Magna Carta Libertatum, 영어: the Great Charter of Freedoms)은 1215년 6월 15일에 영국의 존 왕이 귀족들의 강요에 의하여 서명한 문서로, 국왕의 권리를 문서로 명시한 것이다. 왕에게 여러 가지 권리를 포기하고, 법적 절차를 존중하며, 왕의 의지가 법에 의해 제한될 수 있음을 인정할 것을 요구했다. 국왕이 할 수 있는 일과 할 수 없는 일을 문서화하기 시작하여 전제 군주의 절대 권력에 제동을 걸기 시작했다는 점에서 의의를 찾을 수 있다. 흔히 영국 민주주의의 시발점으로 강조되는 것과 달리, 문서 자체에 민주주의적인 요소가 부족하다. 이 문서에서 민주주의의 시사점은 후대에 국왕과 대립이 발생했을 때 확대 해석된 것이다.
본래는 귀족의 권리를 재확인한 봉건적 문서였으나, 17세기에 이르러 왕권과 의회의 대립에서 왕의 전제(autocratic)에 대항하여 국민의 권리를 옹호하기 위한 최대의 전거(authority)로서 이용되었다. 특히 일반 평의회의 승인 없이 군역대납금(scutage) ·공과금을 부과하지 못한다고 정한 제12조는 의회의 승인 없이 과세할 수 없다는 주장의 근거로서, 또 자유인은 같은 신분을 가진 사람에 의한 재판이나 국법에 의하지 않으면 체포 ·감금할 수 없다고 정한 제39조는 보통법재판소에서의 재판요구의 근거로서 크게 이용되어 금과옥조(golden section)가 되었다.
이와 같이 국민의 자유와 권리를 지키는 투쟁의 역사 속에서 항상 생각하게 되고 인용되는 가장 중요하고 기본적인 문서로서 영국의 헌정뿐만 아니라, 국민의 자유를 옹호하는 근대 헌법의 토대가 되었다.

## 경과
존 왕의 실정(Misconduct)에 견디지 못한 귀족들이 런던 시민의 지지를 얻어 왕에 압력을 넣어 템스 강변의 러니미드에서 왕에게 승인하도록 한 귀족 조항을 기초로 작성되었다. 원문에는 개조번호(Article number)가 없으나 18세기 이래 63개조로 정리되어 있다. 새로운 요구를 내놓은 것은 없고, 예로부터 관습적인 모든 권리를 확인한 문서로서 교회의 자유, 봉건적 부담의 제한, 재판 및 법률, 도시 특권의 확인, 지방 관리의 직권 남용 방지, 사냥, 당면한 애로 사항의 처리 등 여러 규정을 포함하고 있다.

## 다양한 버전
1215년 버전
귀족들의 강요에 의해 존 왕은 1215년 마그나 카르타에 날인했다. 그러나 날인하자마자 준수를 거부하고자 교황 인노첸시오 3세에게 청원했고, 교황은 1215년 8월 24일에 헌장이 무효라는 교서를 내렸다. 그러나 존 왕은 1216년 10월 19일에 사망했다.
‘마그나카르타’는 1215년에 러니미드(Runnymede)에서 존 왕이 남작들을 만났을 때 인장을 찍은 단 하나의 원본 문서는 아니었다. 그 합의는 구두로 이루어졌고, 후에 왕의 필경사에 의해 왕의 칙허장으로서 문서로 선서를 하고 확인되었다. 1215년 6월, 전국에 ‘마그나카르타’의 사본을 많이 보냈지만 현재 이들 가운데 4부―영국 도서관에 2부, 링컨(Lincoln) 대성당과 솔즈베리(Salisbury) 대성당 문서보관소에 각각 1부씩 남아 있다. ‘마그나카르타’의 선포는 영국 역사에 있어서 가장 유명한 사건 중의 하나였다. 현재 남아 있는 4부는 영국 생활방식의 상징이며 자유와 민주주의의 상징물로서 지속적으로 전 세계에 영향을 주었다.
1216년 버전
존 왕이 죽고 어린 헨리 3세가 9세의 나이에 즉위했다. 헨리 3세의 후견인인 귀족들이 헨리 3세의 이름으로 1215년 헌장의 수정판을 반포(issue)했다.
1217년 버전
1217년 자유헌장(Charter of Liberties)과 삼림헌장(Charter of the Forest)이라는 2개 헌장이 1215년과 1216년 헌장에 기초하여 헨리 3세의 이름으로 반포되었다.
1225년 버전
1217년의 2개 헌장을 약간 수정하여 1225년에 재반포했다.
1237년 버전
헨리 3세는 1225년의 2개 헌장을 확인하는 또 다른 헌장을 반포했다.
1297년 버전, 인스펙시무스
마그나 카르타 1225년 버전의 사본을 작성하기 위해 영장이 발부되었다. 옛 카르타 사본을 작성하기 위해 발부되는 영장에 따라 작성된 보고서를 인스펙시무스라고 부른다.
인스펙시무스의 서문은 라틴어로 "우리는 잉글랜드의 자유권에 관한 우리의 아버지, 선왕, 헨리의 대헌장을 조사한 결과, 아래와 같은"이라고 시작된다. 그리고 헨리 3세의 1225년 대헌장 원문을 옮겨놓고 있다. 이 인스펙시무스(inspeximus)는 제정법기록집(Statute Roll)에 등재되었고 법률가들에게는 권위있는 텍스트가 되었다.
마그나 카르타라는 정식 명칭은 1297년 버전인 인스펙시무스 때부터 사용되었다. 마그나 카르타 최고의 권위자인 16세기 영국 대법원장 에드워드 코크가 인용한 버전이 인스펙시무스이다.

## 마그나 카르타의 내용
다음은 마그나 카르타의 주요 조항 중 일부이다.
- 제12조 오래된 관습상 인정되어 온 것(관례로 굳어진 것) 외의 과세 혹은 봉건 지원금은 귀족들의 자문을 거치지 않으면 부과할 수 없다. 다만 왕이 인질이 되었을 때의 협상금, 왕의 아들이 기사가 될 때 필요한 비용, 왕의 장녀의 혼인에 필요한 비용 등은 예외로 한다.
- 제21조 대귀족은 동료 귀족에 의해서만 처벌될 수 있다. 그러나 큰 죄목(반역죄 등)일 경우로만 제한한다.
- 제39조 자유민은 동등한 신분을 가진 자에 의한 합법적 재판 혹은 국법에 의하지 않고서는 체포, 감금, 추방, 재산의 몰수 또는 어떠한 방식의 고통도 받지 않는다.

조약의 내용들로 알 수 있듯이 대헌장은 오직 성직자와 귀족, 그리고 봉건 제후의 권리만을 보장하는 문서였다. 또한 이 문서에서의 자유민이란 성직자, 귀족, 자유 시민(거주와 이주의 자유가 있는 평민)을 뜻한다.

## 결과 및 의의
마그나 카르타로 인해 왕의 권한은 크게 줄어들었고 귀족과 성직자들의 권리는 크게 늘었다. 이는 곧 의회의 탄생으로 이어졌다. 마그나 카르타는 원래 고위 귀족신분만을 위한 문서였으나 후대에 가서는 부르주아 시민들에 대한 것으로 확대 해석되었다. 특히 12조에서의 왕의 과세권 제한 내용은 이후에 발생한 권리 청원, 권리 장전 등의 영국 부르주아혁명에 상당한 영향을 주었고, 영국 의회정치의 기틀을 마련한 것으로 평가된다.

## 에드워드 코크의 견해

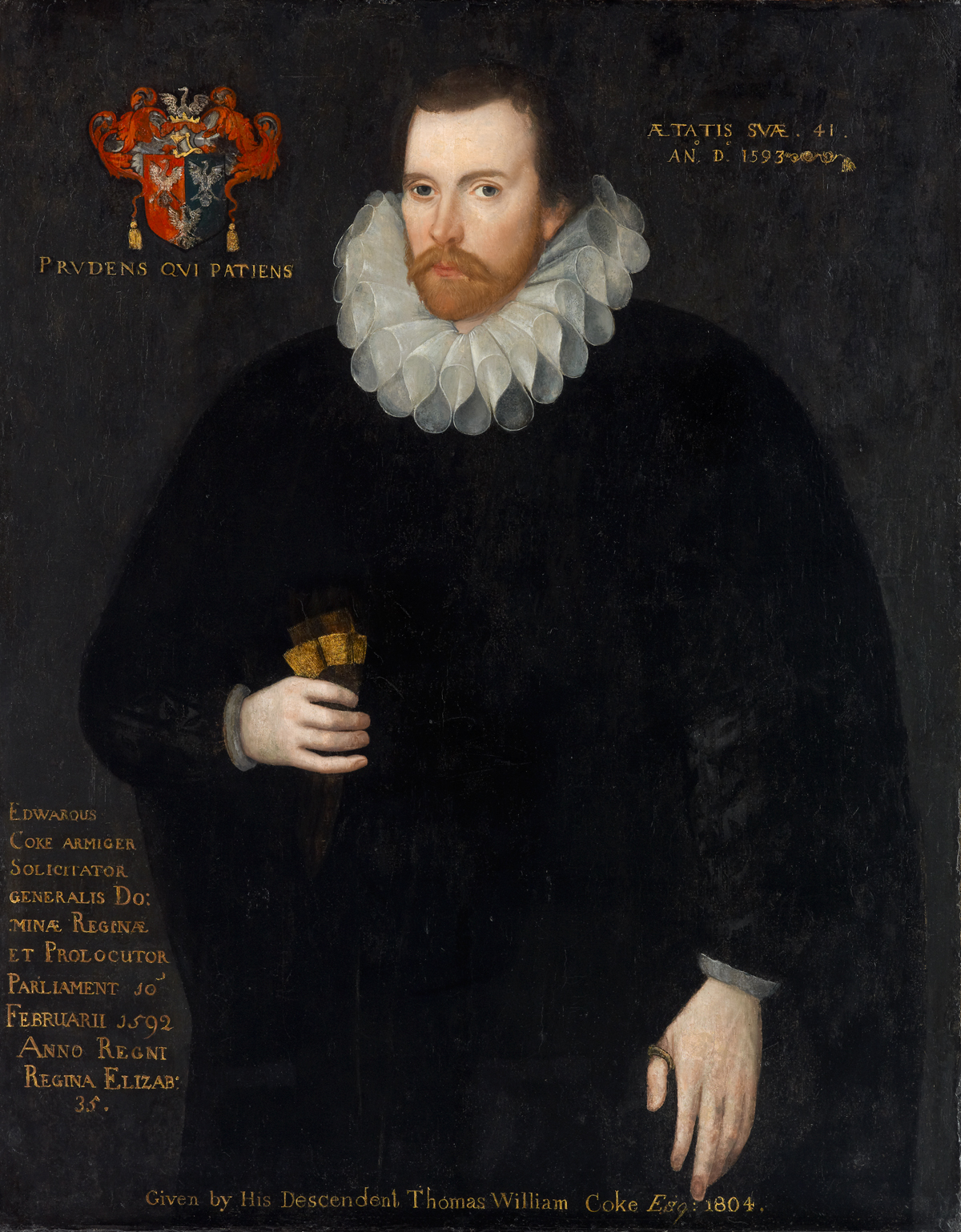
에드워드 코크는 마그나카르타가 귀족만을 보호하기 위한 것이 아니라고 해석했다.

에드워드 코크 경은 마그나 카르타를 깊게 논평한 최고의 법학자 중의 한 명이다. 그는 1225년 판본을 해석했는데, 마그나 카르타가 귀족만을 보호하기 위한 것이 아니라고 해석했다. 코크는 마그나 카르타가 수백년 간 잘못 해석되어 왔다고 비판했다. 그는 마그나 카르타의 자유들(liberties)이 개인의 자유(individual liberty)와 같은 것이라고 해석했다.
코크는 마그나 카르타의 자유들을 보완하기 위하여 1628년 권리청원을 제정했다. 권리청원을 제정하는 토론 중에, 코크는 국왕의 주권을 부정하는 유명한 주장을 했다. 그는 국왕이 아니라 성문법이 절대적이라고 믿었다.

## 같이 보기
- 십자군전쟁
- 권리장전
- 권리청원
- 영국 의회